# 东北蒲公英
东北蒲公英（学名：Taraxacum ohwianum）为菊科蒲公英属的植物。分布在俄罗斯、朝鲜以及中国大陆的黑龙江、辽宁、吉林等地，生长于海拔700米的地区，多生于低海拔地区山野及山坡路旁，目前尚未由人工引种栽培。